# Summer City
Summer City is de eerste film met Mel Gibson in de hoofdrol. De regie is in handen van Christopher Fraser.
De film is ook wel bekend als Coast of Terror.

## Verhaal
Het verhaal gaat over 4 vrienden die een weekendje gaan surfen, om Sydney even achter zich te laten. Een van de 4 krijgt een relatie met een lokaal meisje, alleen is de vader van het meisje hier niet bij mee en gaat de jongens achterna.

## Rolverdeling
- John Jarratt – Sandy
- Phillip Avalon – Robbie
- Steve Bisley – Boo
- Mel Gibson – Scollop
- James Elliott – Caroline’s Father
- Debbie Forman – Caroline